# Azucena Bardají Alonso
Azucena Bardají Alonso   (Barbastre, 1974) és una investigadora i epidemiòloga espanyola especialitzada en salut maternal i infantil del Centre de Recerca en Salut Internacional de Barcelona. A més, és professora i coordinadora del Màster en Salut Global organitzat per ISGlobal i la Universitat de Barcelona.

## Trajectòria
Bardají es va llicenciar en Medicina per la Universitat de Saragossa en 1998 i és doctora en Medicina per la Universitat de Barcelona des de 2009. Va començar el seu treball en el Grup de Recerca de Medicina Tropical i Salut Internacional de l'Hospital Clínic de Barcelona, liderat per Pedro Alonso.
El 2002, es va incorporar, avaluant estratègies preventives per al control de la malària en l'embaràs, al Centre de Recerca en Salut de Manhiça a Moçambic. Aquest centre sorgeix el 1996 a partir d'un programa de cooperació bilateral entre els governs de Moçambic i Espanya, amb el suport de l'Hospital Clínic. A Moçambic ha investigat l'efecte dels mosquiters tractats amb insecticida i el tractament preventiu intermitent en la prevenció dels efectes nocius de la malària en les dones embarassades i els seus bebès.
Bardají ha estat coordinadora tècnica científica i investigadora en el projecte Pregvax, projecte de col·laboració de quatre anys, finançat per la UE, destinat a estimar característiques epidemiològiques i clíniques de la malària per plasmodi vivaç durant l'embaràs en la salut materna i neonatal en cinc països endèmics de P. vivax (el Brasil, Colòmbia, Guatemala, l'Índia i Papua Nova Guinea). El projecte Pregvax també s'orienta a determinar si existeixen respostes immunes específiques de l'embaràs i s'ocupa de caracteritzar, genotípica i fenotípicament, paràsits de la placenta.
Des de 2012, col·labora amb les associacions Roll Back Malaria (RBM) i Malaria in Pregnancy (MiP) dins del marc global de lluita contra la malària. Ha estat involucrada en la recerca de la viabilitat i acceptabilitat de la introducció de la vacuna contra el virus del papil·loma humà en països en desenvolupament, a través d'un estudi pilot d'un assaig de fase III de la vacuna candidata contra estreptococs del grup B en dones embarassades de Moçambic.

## Reconeixements
En 2014, Bardají va rebre la beca Ramón y Cajal concedida pel Govern d'Espanya amb la qual va començar la direcció d'un projecte a Moçambic, de desenvolupament previst entre 2015 i 2020, enfocat a aconseguir avanços en el terreny de la immunització materna contra malalties respiratòries i la reducció de la mortaldat en països amb pocs recursos. El seu treball s'ocupa d'avaluar els efectes de la vacuna DPT contra la diftèria, el tètanus i la tos ferina cel·lular en embarassades i quina protecció pot conferir a la població infantil en un context de VIH i malària endèmica.
El 2016, va ser guardonada amb el Premi L'Oréal-Unesco per a les dones i la ciència.